# Liste des communes de Saxe-Anhalt
Cet article recense les communes de Saxe-Anhalt, en Allemagne.

## Statistiques
Au 6 mars 2009, le Land de Saxe-Anhalt comprit 950 communes (Gemeinden en allemand) ou villes (Städte). Elles se répartissent de la sorte :
- 120 villes (Städte), dont :
  - 3 villes-arrondissements (kreisfreie Städte), y compris la capitale du Land, Magdebourg ;
  - 28 villes indépendantes (verwaltungsgemeinschaftsfreie Städte) ;
  - 89 villes regroupées en communautés d'agglomération (Verwaltungsgemeinschaften) ;
- 830 communes (Gemeinden), dont :
  - 10 communes indépendantes (verwaltungsgemeinschaftsfreie Gemeinden) ;
  - 820 communes regroupées en 87 communautés d'agglomération.

Après une réforme des structures communales, le nombre de communes est réduit à 220, au 31 août 2011.
- 104 villes, dont :
  - 3 villes-arrondissements
  - 80 villes indépendantes
  - 21 villes dans des Verbandsgemeinden
- 116 autres communes, dont :
  - 20 communes indépendantes
  - 96 communes dans 18 Verbandsgemeinden

## Liste

### Villes-arrondissements
- Dessau-Roßlau
- Halle
- Magdebourg

### Villes et communes actuelles
(villes en gras)

#### A
| - Ahlsdorf - Aken (Elbe) - Aland - Allstedt - Alsleben (Saale) - Altenhausen - Altmärkische Höhe | - Altmärkische Wische - Am Großen Bruch - An der Poststraße - Angern - Annaburg | - Apenburg-Winterfeld - Arendsee (Altmark) - Arneburg - Arnstein - Aschersleben - Ausleben |

#### B
| - Bad Bibra - Bad Dürrenberg - Bad Lauchstädt - Bad Schmiedeberg - Balgstädt - Ballenstedt - Barby - Barleben - Barnstädt - Beendorf | - Beetzendorf - Benndorf - Berga - Bernburg (Saale) - Biederitz - Bismark (Altmark) - Bitterfeld-Wolfen - Blankenburg (Harz) - Blankenheim - Bördeaue | - Börde-Hakel - Bördeland - Borne - Bornstedt - Braunsbedra - Brücken-Hackpfüffel - Bülstringen - Burg - Burgstall |

#### C
| - Calbe (Saale) - Calvörde | - Colbitz | - Coswig (Anhalt) |

#### D
| - Dähre - Dessau-Roßlau | - Diesdorf - Ditfurt | - Droyßig |

#### E
| - Eckartsberga - Edersleben - Egeln | - Eichstedt (Altmark) - Eilsleben - Eisleben, ville de Luther | - Elbe-Parey - Elsteraue - Erxleben |

#### F
| - Falkenstein/Harz - Farnstädt | - Finne - Finneland | - Flechtingen - Freyburg |

#### G
| - Gardelegen, ville hanséatique - Genthin - Gerbstedt - Giersleben - Gleina | - Goldbeck - Gommern - Goseck - Gräfenhainichen | - Gröningen - Groß Quenstedt - Güsten - Gutenborn |

#### H
| - Halberstadt - Haldensleben - Halle (Saale) - Harbke - Harsleben - Harzgerode | - Hassel - Havelberg, ville hanséatique - Hecklingen - Hedersleben - Helbra - Hergisdorf | - Hettstedt - Hohe Börde - Hohenberg-Krusemark - Hohenmölsen - Hötensleben - Huy |

#### I
| - Iden - Ilberstedt | - Ilsenburg (Harz) | - Ingersleben |

#### J
| - Jerichow | - Jessen (Elster) | - Jübar |

#### K
| - Kabelsketal - Kaiserpfalz - Kalbe (Milde) - Kamern - Karsdorf | - Kelbra (Kyffhäuser) - Kemberg - Klietz - Klostermansfeld - Klötze | - Könnern - Köthen (Anhalt) - Kretzschau - Kroppenstedt - Kuhfelde |

#### L
| - Landsberg - Lanitz-Hassel-Tal | - Laucha an der Unstrut - Leuna | - Loitsche-Heinrichsberg - Lützen |

#### M
| - Magdebourg - Mansfeld - Meineweh - Mersebourg | - Mertendorf - Möckern - Molauer Land | - Möser - Mücheln (Geiseltal) - Muldestausee |

#### N
| - Naumbourg (Saale) - Nebra-sur-Unstrut | - Nemsdorf-Göhrendorf - Niedere Börde | - Nienburg (Saale) - Nordharz |

#### O
| - Oberharz am Brocken - Obhausen - Oebisfelde-Weferlingen | - Oranienbaum-Wörlitz - Oschersleben (Bode) - Osterburg (Altmark), ville hanséatique | - Osterfeld - Osternienburger Land - Osterwieck |

#### P
| - Petersberg | - Plötzkau |

#### Q
| - Quedlinbourg | - Querfurt |

#### R
| - Raguhn-Jeßnitz - Rochau | - Rogätz | - Rohrberg |

#### S
| - Salzatal - Salzwedel, ville hanséatique - Sandau (Elbe) - Sandersdorf-Brehna - Sangerhausen - Schkopau - Schnaudertal - Schollene - Schönburg | - Schönebeck (Elbe) - Schönhausen - Schopsdorf - Schraplau - Schwanebeck - Seegebiet Mansfelder Land - Seehausen (Altmark) - Seeland - Selke-Aue | - Sommersdorf - Staßfurt - Steigra - Stendal, ville hanséatique - Stößen - Südharz - Südliches Anhalt - Sülzetal - Süplingen |

#### T
| - Tangerhütte - Tangermünde | - Teuchern - Teutschenthal | - Thale |

#### U
| - Ummendorf |

#### V
| - Völpke |

#### W
| - Wallhausen - Wallstawe - Wanzleben-Börde - Wefensleben - Wegeleben - Weißenfels | - Werben (Elbe), ville hanséatique - Wernigerode - Westheide - Wethau - Wetterzeube - Wettin-Löbejün | - Wimmelburg - Wittemberg, ville de Luther - Wolmirsleben - Wolmirstedt - Wust-Fischbeck |

#### Z
| - Zahna-Elster - Zehrental | - Zeitz - Zerbst/Anhalt | - Zielitz - Zörbig |

### Anciennes villes et communes
(villes en gras)

#### A
| - Abbenrode - Abtlöbnitz - Ackendorf - Albersroda - Alberstedt - Algenstedt - Alleringersleben | - Allrode - Altbrandsleben - Altenbrak - Altenroda - Altensalzwedel - Alterode - Altjeßnitz | - Amesdorf - Amsdorf - Angersdorf - Apenburg - Arnstedt - Aseleben | - Aspenstedt - Athenstedt - Aue-Fallstein - Augsdorf - Aulosen - Axien |

#### B
| - Baalberge - Baben - Bad Kösen - Bad Suderode - Badel - Badingen - Ballerstedt - Barneberg - Bartensleben - Baumersroda - Bebertal - Beelitz - Beesenstedt - Behnsdorf - Behrendorf - Bellingen - Belsdorf - Benneckenstein - Bennstedt | - Bennungen - Berenbrock - Berge - Bergisdorf - Berkau - Berßel - Bertingen - Bethau - Beuster - Beyernaumburg - Biendorf - Billroda - Binde - Birkholz - Bittkau - Bobbau - Böddensell - Bölsdorf - Boock | - Born - Börnsen - Bornstedt - Bornum - Bösdorf - Boßdorf - Bottmersdorf - Brachstedt - Brachwitz - Brandhorst - Braschwitz - Bräsen - Bräunrode - Bregenstedt - Brehna - Breitenbach - Breitenfeld - Breitenhagen | - Breitenstein - Breitungen - Bretsch - Brettin - Bröckau - Brunau - Buch - Bucha - Buchholz - Buhlendorf - Bühne - Burgholzhausen - Burgkemnitz - Burgscheidungen - Burgsdorf - Burgwerben - Burkersroda - Büste |

#### C
| - Casekirchen - Cattenstedt | - Chörau - Chüden | - Cobbel - Cörmigk | - Cröchern - Crölpa-Löbschütz |

#### D
| - Dabrun - Dahlen - Dankerode - Dannefeld - Danstedt - Darlingerode - Dederstedt - Deetz - Dehlitz - Demker | - Demsin - Derenburg - Deuben - Diebzig - Dietersdorf - Dietrichsdorf - Dobberkau - Döblitz - Döbris - Dobritz[pas clair] | - Döhren - Dolle - Domersleben - Domnitz - Dönitz - Dornbock - Dornstedt - Dorst[pas clair] - Döschwitz | - Drackenstedt - Drebsdorf - Dreileben - Drewitz - Drosa - Droßdorf - Drübeck - Druxberge - Düsedau |

#### E
| - Ebersroda - Edderitz - Edlau - Eggenstedt - Eichenbarleben - Eichstedt - Eickendorf | - Eimersleben - Elbingerode - Elend - Ellenberg - Elsnigk - Elster | - Emden - Emseloh - Engersen - Erdeborn - Erxleben - Eschenrode | - Esperstedt - Estedt - Etgersleben - Etingen - Eutzsch - Everingen |

#### F
| - Falkenberg - Fienstedt - Fischbeck - Fleetmark | - Flessau - Fraßdorf - Freist - Friedeburg | - Friedeburgerhütte - Friedensdorf - Friedersdorf | - Friedrichsaue - Friedrichsbrunn - Frose |

#### G
| - Gadegast - Gagel - Garlipp - Gatersleben - Geestgottberg - Gehrden - Gerbitz - Gerlebogk - Gernrode - Gerwisch - Geusa - Geußnitz - Gieckau - Gieseritz - Gimritz - Gladau | - Gladigau - Glauzig - Glebitzsch - Glinde - Glindenberg - Gnadau - Gödnitz - Gohrau - Goldschau - Gollensdorf - Golzen - Görschen - Görzig - Gossa - Götschetal | - Grabow - Grana - Granschütz - Grassau - Grauingen - Greifenhagen - Grieben - Griesen - Grimme - Gröben - Gröbern - Gröbitz - Grobleben - Gröbzig - Gröna | - Großbadegast - Groß Garz - Großgörschen - Großkorbetha - Groß Naundorf - Größnitz - Großpaschleben - Groß Rodensleben - Groß Rosenburg - Groß Santersleben - Groß Schwechten - Gübs - Güntersberge - Günthersdorf - Güterglück |

#### H
| - Hadmersleben - Hainrode - Hakeborn - Hakenstedt - Hämerten - Hanum - Harkerode - Hasselfelde - Hausneindorf - Hayn - Haynsburg - Hedersleben - Hedersleben (Selke) | - Heeren (de) - Heidegrund - Heiligenfelde - Heiligenthal - Heimburg - Heinrichsberg - Hemstedt - Henningen - Hermsdorf - Herrengosserstedt - Heteborn - Heuckewalde - Heudeber | - Hillersleben - Hinsdorf - Hirschroda - Hödingen - Hohendodeleben - Hohengöhren - Hohenlepte - Hohenthurm - Hohenwarsleben - Hohenwarthe - Hohenwulsch - Höhnstedt - Holdenstedt | - Holzhausen - Horburg-Maßlau - Hornburg - Hornhausen - Hörsingen - Horstdorf - Hottendorf - Höwisch - Hoym - Hübitz - Hundeluft - Hüselitz - Hüttenrode |

#### I
| - Ihlewitz - Immekath | - Insel | - Irxleben | - Ivenrode |

#### J
| - Jahrstedt - Janisroda - Jävenitz | - Jeber-Bergfrieden - Jeetze - Jeggau | - Jeggeleben - Jerchel (Salzwedel) - Jerchel (Stendal) | - Jeseritz - Jeßnitz - Jütrichau |

#### K
| - Kade - Kahlwinkel - Kakau - Kakerbeck - Karow - Kassieck - Katharinenrieth - Käthen - Kathendorf - Kaulitz - Kayna - Kehnert - Kerkau | - Kirchscheidungen - Kläden (Salzwedel) - Kläden (Stendal) - Kleinau - Klein Gartz - Kleinleinungen - Kleinpaschleben - Klein Rodensleben - Klein Schwechten - Klein Wanzleben - Klitsche - Klöden - Kloschwitz | - Kloster Neuendorf - Klosterhäseler - Klüden - Köckte - Königerode - Königsborn - Königsmark - Könnigde - Körbelitz - Korgau - Kossebau - Kötschlitz - Kötzschau | - Krauschwitz - Kremkau - Krevese - Kreypau - Krina - Kropstädt - Krosigk (de) - Krüden - Krüssau - Kunrau - Kusey - Kütten |

#### L
| - Labrun - Langeln - Langenapel - Langenbogen - Langendorf - Langensalzwedel - Langenstein - Latdorf - Lebien - Leetza | - Leislau - Leißling - Leppin - Leps - Letzlingen - Libbesdorf - Libehna - Lichterfelde - Liedersdorf - Lieskau | - Liesten - Lindau - Lindstedt - Lindtorf - Listerfehrda - Löbejün - Löbitz - Lödderitz - Loitsche - Losenrade | - Lossa - Losse - Lostau (en), un quartier de Möser - Luckenau - Lückstedt - Lüdelsen - Lüderitz - Lüttchendorf - Lüttgenrode |

#### M
| - Maasdorf - Magdeburgerforth - Mahlwinkel - Mannhausen - Marienborn - Marke - Markwerben - Martinsrieth - Mechau | - Mehmke - Meilendorf - Memleben - Meseberg - Meßdorf - Meuro - Micheln - Mieste | - Miesterhorst - Miltern - Milzau - Mittelhausen - Möhlau - Molau - Möllensdorf - Möllern | - Möringen - Moritz - Morl - Morsleben - Mühlanger - Mühlbeck - Muldenstein - Muschwitz |

#### N
| - Nachterstedt - Nahrstedt - Nauendorf - Naundorf bei Seyda - Nedlitz - Neehausen - Nempitz | - Nessa - Nettgau - Neudorf - Neuekrug - Neuendorf - Neuenhofe - Neuermark-Lübars | - Neuferchau - Neugattersleben - Neukirchen - Neulingen - Neutz-Lettewitz - Niederndodeleben - Niederröblingen | - Nielebock - Niemberg - Nienhagen - Nienstedt - Nonnewitz - Nordgermersleben - Nutha |

#### O
| - Obhausen - Ochtmersleben - Oebisfelde | - Oechlitz - Oppin - Oranienbaum | - Osternienburg - Osterwohle - Ostingersleben | - Ostrau - Ovelgünne |

#### P
| - Packebusch - Paplitz - Peckfitz - Peißen (Saale) - Peißen (Salzland) - Peseckendorf - Petersroda - Piethen | - Pietzpuhl - Plodda - Plossig - Plötz - Pobzig - Pödelist - Polenzko - Poley (de) | - Pollitz - Pölsfeld - Pömmelte - Poserna - Potzehne - Pouch[pas clair] - Prettin - Pretzier | - Pretzsch (Salzland) - Pretzsch (Saale) - Preußlitz - Priesitz - Prießnitz - Prittitz - Prosigk - Püggen |

#### Q
| - Quellendorf | - Quenstedt | - Querstedt | - Questenberg |

#### R
| - Rackith - Radegast - Rademin - Radis - Radisleben - Ragösen - Raguhn - Rätzlingen - Reddeber - Redekin - Reesdorf | - Reesen - Rehsen - Reichardtswerben - Reinsdorf - Reppichau - Retzau - Reuden/Anhalt - Reupzig - Rhoden - Riebau - Rieder | - Riesdorf - Riesigk - Riethnordhausen - Rietzel - Ringfurth - Rippach - Ristedt - Ritterode - Röblingen am See - Röcken - Rodden | - Roitzsch - Rösa - Rossau - Roßdorf - Roßla - Rothenburg - Rotta (en), ortsteil de Kemberg - Rottelsdorf - Rottleberode - Rottmersleben - Roxförde |

#### S
| - Sachau - Sachsendorf - Salzmünde - Sandauerholz - Sandbeiendorf - Sandersdorf - Sandersleben - Sanne - Sanne-Kerkuhn - Sargstedt - Saubach - Schachdorf Ströbeck - Schackensleben - Schackstedt - Schadeleben - Schäplitz - Schauen - Schellbach - Schelldorf - Schenkenhorst - Schermcke - Schermen - Schernebeck | - Schernikau - Scheuder - Schielo - Schierau - Schierke - Schinne - Schköna - Schkortleben - Schlagenthin - Schlaitz - Schleberoda - Schleesen - Schmatzfeld - Schnellin - Schochwitz - Schönberg - Schönfeld - Schönwalde - Schorstedt - Schrampe - Schützberg - Schwanefeld | - Schwarzholz - Schwemsal - Schwenda - Schwerz - Schwiesau - Seebenau - Seeburg - Seehausen (Börde) - Seethen - Seggerde - Selbitz - Sichau - Siedenlangenbeck - Siersleben - Siestedt - Siptenfelde - Söllichau - Solpke - Sorge - Sössen - Sotterhausen - Spergau | - Staats - Stackelitz - Stangerode - Stapelburg - Starsiedel - Stecklenberg - Stedten - Steimke - Steinburg - Steinfeld - Steinitz - Steuden - Steutz - Stiege - Stolberg - Storkau (Burgenland) - Storkau (Stendal) - Straach - Straguth - Straßberg - Stresow - Sylda |

#### T
| - Tagewerben - Tanne - Tarthun - Taucha - Taugwitz - Thalwinkel | - Theißen - Thielbeer - Thießen - Thurland - Tilleda - Timmenrode | - Tollwitz - Tornau - Tornau vor der Heide - Tornitz - Trebbichau an der Fuhne - Trebitz | - Trebnitz - Treseburg - Trinum - Tromsdorf - Tucheim - Tylsen |

#### U
| - Uchtdorf - Uchtspringe - Uenglingen | - Uetz - Uftrungen - Uhrsleben | - Uichteritz - Ulzigerode - Unseburg | - Unterkaka - Utenbach - Uthausen |

#### V
| - Valfitz - Veckenstedt | - Velsdorf - Vienau | - Vinzelberg - Vissum | - Vockerode - Volgfelde |

#### W
| - Wackersleben - Wahrenberg - Walbeck (Börde) - Walbeck - Waldau - Wallendorf - Walsleben - Walternienburg - Wangen - Wannefeld - Wansleben am See - Wanzer - Wanzleben - Wartenburg - Wasserleben - Wedderstedt | - Wedlitz - Weferlingen - Wegenstedt - Weischütz - Weißandt-Gölzau - Weißenborn - Weißewarte - Welbsleben - Welfesholz - Wellen - Wenddorf - Wendemark - Wengelsdorf - Wenze - Wespen - Westeregeln | - Westerhausen - Wettin - Wickerode - Wieblitz-Eversdorf - Wiederstedt - Wieglitz - Wiendorf - Wienrode - Wiepke - Wieskau - Windberge - Winkel - Winterfeld[pas clair] - Wischroda - Wittenmoor | - Wittgendorf - Wohlmirstedt - Wohlsdorf - Wolferstadt - Woltersdorf - Wörlitz - Wormsdorf - Wulfen - Wulferstedt - Wulkau - Wulkow - Wülperode - Würchwitz - Wust - Wüstenjerichow |

#### Z
| - Zabakuck - Zabenstedt - Zabitz - Zahna - Zappendorf | - Zehbitz - Zemnick - Zernitz - Zethlingen - Zeuchfeld | - Zichtau - Ziemendorf - Zobbenitz - Zorbau - Zörnigall | - Zöschen - Zschornewitz - Zuchau - Zweimen |